# Správní obvod obce s rozšířenou působností Tachov
Správní obvod obce s rozšířenou působností Tachov je od 1. ledna 2003 jedním ze dvou správních obvodů rozšířené působnosti obcí v okrese Tachov v Plzeňském kraji. Čítá 27 obcí.
Města Tachov, Bor a Planá jsou obcemi s pověřeným obecním úřadem.

## Seznam obcí
Poznámka: Města jsou vyznačena tučně, městyse kurzívou.
- Bor
- Brod nad Tichou
- Broumov
- Ctiboř
- Částkov
- Dlouhý Újezd
- Halže
- Hošťka
- Chodová Planá
- Chodský Újezd
- Kočov
- Lesná
- Lestkov
- Lom u Tachova
- Milíře
- Obora
- Planá
- Přimda
- Rozvadov
- Staré Sedliště
- Staré Sedlo
- Stráž
- Studánka
- Tachov
- Tisová
- Třemešné
- Zadní Chodov

## Obyvatelstvo
| Rok  | Obyv.  | ± %    |
| ---- | ------ | ------ |
| 1869 | 63 155 | —      |
| 1880 | 62 460 | −1,1 % |
| 1890 | 60 888 | −2,5 % |
| 1900 | 61 762 | +1,4 % |
| 1910 | 63 766 | +3,2 % |

| Rok  | Obyv.  | ± %     |
| ---- | ------ | ------- |
| 1921 | 62 610 | −1,8 %  |
| 1930 | 61 679 | −1,5 %  |
| 1950 | 25 837 | −58,1 % |
| 1961 | 26 685 | +3,3 %  |
| 1970 | 29 237 | +9,6 %  |

| Rok  | Obyv.  | ± %    |
| ---- | ------ | ------ |
| 1980 | 32 467 | +11 %  |
| 1991 | 33 444 | +3 %   |
| 2001 | 34 790 | +4 %   |
| 2011 | 35 328 | +1,5 % |
| 2021 | 35 660 | +0,9 % |